# Nissebanden
 For alternative betydninger, se Nissebanden (flertydig). (Se også artikler, som begynder med Nissebanden)
Nissebanden er dels tre tv-julekalendere, dels hovedpersonerne i disse. De julekalendere er Nissebanden (1984), Nissebanden i Grønland (1989) og Nissernes Ø (2003).

## Nissebanden
Nissebanden var den første julekalender med nissebanden, der blev sendt i 1984. Julemanden har mistet sit gode humør, der består af en fryd for øjet, en kildren i næsen, en liflen for øret og en rislen ned ad ryggen. A-38 sætter Nissebanden til at finde det.
I den første serie bestod Nissebanden af:
- Grød- og pulternissen Lunte spillet af Flemming Jensen
- Kræmmernissen Gemyse spillet af Kirsten Peüliche
- Skibsnisse Skipper spillet af Lars Knutzon
- Skovnisse Pil spillet af Kirsten Lehfeldt
- Slotsnisse og ældste nisse Hr. Mortensen spillet af Arne Hansen

## Nissebanden i Grønland
Nissebanden i Grønland blev første gang blev sendt i Danmarks Radio den 1. december 1989. Nissebanden bliver af agent A-38 sendt til Grønland for at hjælpe Julemanden med at lave julegaver til børnene, mens han tager ud for at lede efter to stjernesten, som har en magisk kraft. Gengangerne i julekalenderen er: Grød- og Pulternissen Lunte spillet af Flemming Jensen, Gemyse spillet af Kirsten Peüliche, Hr. Mortensen spillet af Arne Hansen, Skibsnissen Skipper spillet af Finn Nielsen og Nisseagenten A 38 spillet af Hans Dal.
Nye karakterer i julekalenderen er:
- Ann Hjort - Puk (ungnisse/skovnisse)
- Malik Niemann - Inuk
- Christoffer Bro - Fiffig-Jørgensen
- Terese Damsholt - Fru. Fiffig-Jørgensen

## Nissernes Ø
Nissernes Ø var den tredje i rækken af DR's julekalendere om Nissebanden, som blev sendt i 2003. Den eneste af de person fra den oprindelige nissebande var Lunte (Flemmeing Jensen). De andre i den nye nissebande var:
- Fitnisse Figur Figursson spillet af Søren Pilmark
- Komfurnisse Sugar spillet af Pia Rosenbaum
- Kviknisse Pyt spillet af Trine Gadeberg
- Calypsonisse Jo Jo spillet af Roger Matthisen

Den blev produceret for DR af Frontier Media A/S
Desuden medvirkede Jesper Christensen, Niels Olsen, Kristian Halken, Jesper Klein, Christoffer Bro, Rasmus Lyberth, Mick Øgendahl, Terese Damsholt, Jens Davidsen, Søs Egelind, Jan Gintberg, Karsten Jansfort, Thorkil Lodahl, Henrik Lykkegaard, Lotte Nygaard, Per Pallesen, Kasâluk Qâvigaq og Bodil Udsen

### Handling i Nissernes ø
Nissebanden skal hjælpe nisserne på St. Croix.
Seriens handling er bygget op omkring salget af de dansk-vestindiske øer i 1917, hvor nisserne fra møllen i Holme-Olstrup bliver hidkaldt af de tilbageværende nisser på øerne.

## Lokaliteter
Nissebanden bor i Holme-Olstrup, men optagelserne af møllen er foregået i henholdsvis Kaleko Mølle på Fyn og Tadre Mølle på Midtsjælland. Optagelserne fra landsbyen er lavet omkring den gamle købmandsgård i Slagslunde. Julekalenderne er også optaget uden for Danmark, på St. Croix og i Grønland på isen omkring Uummannaq-øen.

## Nissebanden i Julemandens Land
I 2012 blev musicalen Nissebanden i Julemandens Land opført på Odense Teater. Den blev genopført i 2021 fra 21. november til 19. december i Teltet på Bakken.

## Udsendelser og genudsendelser
- Nissebanden blev udsendt i 1984 og genudsendt i 1992, 2001, 2015 og 2020
- Nissebanden i Grønland blev udsendt i 1989 og genudsendt i 1993, 2002, 2011, 2016 og 2021
- Nissernes Ø blev udsendt i 2003 og genudsendt i 2008, 2017 og 2022.